# Muzeum Historyczne w Przasnyszu
Muzeum Historyczne w Przasnyszu, powołane po upaństwowieniu społecznego Muzeum Ziemi Przasnyskiej, mieści się pośrodku rynku, na parterze XVIII-wiecznego ratusza. Od czerwca 1983 do maja 2013 było oddziałem Muzeum Kultury Kurpiowskiej w Ostrołęce.

## Historia
Muzeum Ziemi Przasnyskiej założone zostało pod patronatem Towarzystwa Przyjaciół Ziemi Przasnyskiej. Największe zasługi w jego utworzeniu miał Włodzimierz Rykowski - wieloletni prezes Towarzystwa. Oficjalne otwarcie Muzeum Ziemi Przasnyskiej nastąpiło 14 lipca 1980. We wrześniu 1982 TPZP zadecydowało o upaństwowieniu placówki. Z dniem 1 czerwca 1983 stała się ona oddziałem Muzeum Okręgowego w Ostrołęce (dziś Muzeum Kultury Kurpiowskiej).

## Zbiory
Muzeum gromadzi zbiory w dwóch podstawowych działach: archeologicznym i historycznym.
Zabytki archeologiczne pochodzą zarówno z przypadkowych znalezisk jak też prac wykopaliskowych prowadzonych w Przasnyszu i okolicy. Są wśród nich neolityczne siekierki, toporki, groty krzemienne i kamienne, odłupki krzemienne, naczynia ceramiczne kultury łużyckiej i przeworskiej, średniowieczne topory bojowe i groty do włóczni oraz  naczynia aptekarskie z XVII w.
W dziale historycznym gromadzone są eksponaty i archiwalia dotyczące historii Przasnysza i regionu ze szczególnym uwzględnieniem dziejów rzemiosła i handlu. Do najcenniejszych zabytków zaliczyć należy sztandary cechów przasnyskich z XIX i 1. połowy XX w.
Zbiory ikonograficzne reprezentują m.in. obrazy z plenerów malarskich, obrazy olejne Olgierda Vetesco, płaskorzeźby Edmunda Majkowskiego i grafiki Wojciecha Ciesielskiego z cyklu Stary Przasnysz, fotografie w technice chromianowej-guma Tadeusza Myślińskiego.
Z archiwaliów do najciekawszych należą dokumenty rzemieślnicze z 1. połowy XIX w. Gromadzone są również dyplomy rzemieślników przasnyskich z okresu międzywojennego, dokumenty wystawione przez różne instytucje przasnyskie na początku XX wieku i w II RP, fotografie obrazujące przejawy życia kulturalnego i społecznego oraz zdjęcia dawnego Przasnysza z 1. poł. XX w. Dużą grupę stanowią archiwalia związane z martyrologią mieszkańców Przasnysza i okolic (np. listy, karty z więzień i obozów).
W ostatnich latach istotne znaczenie przywiązuje się do dokumentowania przejawów kultu św. Stanisława Kostki (zwłaszcza na terenie Mazowsza) oraz życia i działalności wybitnych przasnyszan: artysty plastyka Stanisława Ostoi-Kotkowskiego, pasjonisty o. Bernarda Kryszkiewicza, przyrodnika i działacza społecznego Stanisława Chełchowskiego i in.

## Działalność oświatowa i popularyzatorska
Równolegle z gromadzeniem i opracowywaniem zbiorów prowadzona jest działalność wystawiennicza i popularyzatorska. Ważną formą działalności Muzeum jest organizowanie wystaw czasowych (ze względów lokalowych nie ma ekspozycji stałej).
W 2000 Muzeum zorganizowało w Rostkowie stałą Galerię Św. Stanisława Kostki i sprawuje nad nią pieczę merytoryczną.
Obok wystaw Muzeum Historyczne organizuje spotkania autorskie i promocje książek, od 2002 odbywają się tu Stragany z Poezją –  spotkania miejscowego środowiska literackiego.